# 7054 Брем
7054 Брем (7054 Brehm) — астероїд головного поясу, відкритий 6 квітня 1989 року.
Тіссеранів параметр щодо Юпітера — 3,608.